# Campeonato Mundial de Halterofilismo de 2019 - Até 67 kg masculino
A categoria até 67 kg masculino foi um evento do Campeonato Mundial de Halterofilismo de 2019, disputado no Centro Nacional de Treinamento Esportivo Oriental, em Pattaya, na Tailândia, entre 19 e 20 de setembro de 2019. 

## Calendário
Horário local (UTC+7)
| Dia            | Horário | Fase    |
| -------------- | ------- | ------- |
| 19 de setembro | 10:00   | Grupo C |
| 20 de setembro | 12:00   | Grupo B |
| 20 de setembro | 17:55   | Grupo A |

## Medalhistas
| Evento    | Ouro              | Ouro   | Prata                   | Prata  | Bronze                   | Bronze |
| --------- | ----------------- | ------ | ----------------------- | ------ | ------------------------ | ------ |
| Arranque  | Feng Lüdong (CHN) | 153 kg | Daniyar İsmayilov (TUR) | 150 kg | Chen Lijun (CHN)         | 150 kg |
| Arremesso | Pak Jong-ju (PRK) | 188 kg | Chen Lijun (CHN)        | 187 kg | Adkhamjon Ergashev (UZB) | 182 kg |
| Total     | Chen Lijun (CHN)  | 337 kg | Feng Lüdong (CHN)       | 333 kg | Pak Jong-ju (PRK)        | 330 kg |

## Recordes
Antes desta competição, o recorde mundial da prova era o seguinte:
| Recorde         | Tipo      | Atleta             | Peso   | Local  | Data                |
| Recorde Mundial | Arranque  | Huang Minhao (CHN) | 155 kg | Tóquio | 6 de julho de 2019  |
| Recorde Mundial | Arremesso | Chen Lijun (CHN)   | 185 kg | Liampó | 21 de abril de 2019 |
| Recorde Mundial | Total     | Chen Lijun (CHN)   | 339 kg | Liampó | 21 de abril de 2019 |

Os seguintes novos recordes foram estabelecidos durante esta competição.
| Arremesso | 187 kg | Chen Lijun (CHN)  | Recorde mundial |
| Arremesso | 188 kg | Pak Jong-ju (PRK) | Recorde mundial |

## Resultado
Os resultados foram os seguintes. 
| Pos.              | Atleta                             | Grupo | Arranque (kg) | Arranque (kg) | Arranque (kg) | Arranque (kg)     | Arremesso (kg) | Arremesso (kg) | Arremesso (kg) | Arremesso (kg)    | Total |
| Pos.              | Atleta                             | Grupo | 1             | 2             | 3             | Resultado         | 1              | 2              | 3              | Resultado         | Total |
| ----------------- | ---------------------------------- | ----- | ------------- | ------------- | ------------- | ----------------- | -------------- | -------------- | -------------- | ----------------- | ----- |
| Medalha de ouro   | Chen Lijun (CHN)                   | A     | 145           | 150           | 153           | Medalha de bronze | 178            | 184            | 187            | Medalha de prata  | 337   |
| Medalha de prata  | Feng Lüdong (CHN)                  | B     | 148           | 153           | 156           | Medalha de ouro   | 175            | 180            | 183            | 4                 | 333   |
| Medalha de bronze | Pak Jong-ju (PRK)                  | A     | 142           | 146           | 146           | 9                 | 178            | 184            | 188            | Medalha de ouro   | 330   |
| 4                 | Adkhamjon Ergashev (UZB)           | A     | 143           | 146           | 151           | 4                 | 173            | 179            | 182            | Medalha de bronze | 328   |
| 5                 | Luis Javier Mosquera (COL)         | A     | 145           | 151           | 151           | 5                 | 175            | 175            | 181            | 6                 | 320   |
| 6                 | Mitsunori Konnai (JPN)             | A     | 138           | 143           | 146           | 6                 | 168            | 173            | 174            | 8                 | 317   |
| 7                 | Daniyar İsmayilov (TUR)            | A     | 150           | 154           | 154           | Medalha de prata  | 166            | 172            | 172            | 17                | 316   |
| 8                 | Henadz Laptseu (BLR)               | A     | 137           | 142           | 144           | 10                | 165            | 165            | 171            | 11                | 313   |
| 9                 | Bernardin Matam (FRA)              | A     | 135           | 138           | 138           | 15                | 170            | 173            | 175            | 7                 | 313   |
| 10                | Óscar Figueroa (COL)               | A     | 137           | 140           | 140           | 17                | 176            | 181            | 181            | 5                 | 313   |
| 11                | Jonathan Muñoz (MEX)               | B     | 133           | 138           | 142           | 7                 | 165            | 170            | 170            | 13                | 312   |
| 12                | Deni (INA)                         | B     | 135           | 138           | 141           | 11                | 165            | 171            | 174            | 9                 | 312   |
| 13                | Mirko Zanni (ITA)                  | A     | 140           | 145           | 145           | 12                | 165            | 170            | 173            | 14                | 310   |
| 14                | Muhammed Furkan Özbek (TUR)        | A     | 138           | 141           | 141           | 14                | 171            | 174            | 174            | 10                | 309   |
| 15                | Goga Chkheidze (GEO)               | B     | 133           | 133           | 137           | 16                | 162            | 166            | 170            | 12                | 307   |
| 16                | Han Myeong-mok (KOR)               | B     | 142           | 142           | 142           | 8                 | 162            | 168            | 168            | 23                | 304   |
| 17                | Simon Brandhuber (GER)             | B     | 138           | 142           | 142           | 13                | 158            | 163            | 163            | 22                | 301   |
| 18                | Acorán Hernández (ESP)             | C     | 130           | 134           | 137           | 19                | 155            | 160            | 163            | 21                | 297   |
| 19                | Edgar Pineda (GUA)                 | C     | 127           | 132           | 132           | 24                | 160            | 165            | 170            | 18                | 297   |
| 20                | Nawaf Al-Mazyadi (KSA)             | B     | 125           | 130           | 132           | 25                | 160            | 165            | 167            | 15                | 297   |
| 21                | Jeremy Lalrinnunga (IND)           | B     | 132           | 136           | 139           | 18                | 160            | 165            | 167            | 25                | 296   |
| 22                | Tojonirina Andriantsitohaina (MAD) | C     | 125           | 131           | 132           | 23                | 155            | 163            | 168            | 20                | 295   |
| 23                | Alex Lee (USA)                     | B     | 125           | 128           | 130           | 26                | 158            | 163            | 165            | 19                | 295   |
| 24                | Bunýad Raşidow (TKM)               | C     | 133           | 134           | 138           | 20                | 151            | 156            | 161            | 28                | 290   |
| 25                | Luis Bardalez (PER)                | B     | 123           | 127           | 127           | 31                | 160            | 163            | 166            | 16                | 289   |
| 26                | Petr Petrov (CZE)                  | C     | 128           | 132           | 132           | 27                | 158            | 158            | 158            | 26                | 286   |
| 27                | Jordan Wissinger (USA)             | B     | 126           | 126           | 126           | 28                | 157            | 161            | 161            | 27                | 283   |
| 28                | Vaipava Ioane (SAM)                | C     | 121           | 125           | 125           | 32                | 161            | 165            | —              | 24                | 282   |
| 29                | Nestor Colonia (PHI)               | C     | 120           | 125           | 130           | 29                | 140            | 150            | 155            | 29                | 280   |
| 30                | Hu Jyun-siang (TPE)                | C     | 112           | 116           | 120           | 35                | 150            | 150            | 155            | 30                | 271   |
| 31                | Huang Pin-hsun (TPE)               | C     | 117           | 117           | 123           | 34                | 150            | 155            | 155            | 32                | 267   |
| 32                | Matt Lee (CAN)                     | C     | 115           | 119           | 120           | 36                | 145            | 145            | 150            | 33                | 260   |
| 33                | Yusoff Nandong (MAS)               | C     | 110           | 115           | 119           | 33                | 140            | 145            | 145            | 35                | 259   |
| 34                | Haroon Siraj (GBR)                 | C     | 110           | 115           | 115           | 38                | 137            | 143            | 143            | 36                | 247   |
| 35                | Hiroaki Takao (JPN)                | C     | 103           | 108           | 111           | 37                | 126            | 130            | 135            | 37                | 246   |
| —                 | Jorge Cárdenas (MEX)               | B     | 133           | 137           | 137           | 21                | 163            | 163            | 163            | —                 | —     |
| —                 | Stilyan Grozdev (BUL)              | B     | 133           | 135           | 135           | 22                | 165            | 165            | 166            | —                 | —     |
| —                 | Ruben Katoatau (KIR)               | C     | 120           | 124           | 127           | 30                | 161            | 161            | 161            | —                 | —     |
| —                 | Ahssan Shabi (LBA)                 | C     | 126           | 126           | 126           | —                 | 145            | 153            | 157            | 31                | —     |
| —                 | Enkhjargalyn Mönkhdöl (MGL)        | C     | 120           | 120           | 124           | —                 | 141            | 146            | 146            | 34                | —     |